# Morning (entreprise)
 (avril 2024).
Morning (anciennement Morning Coworking) est une entreprise française spécialisée dans les espaces de travail à Paris et en Île-de-France. L'entreprise vend à la fois du coworking, de l'aménagement de bureaux sur-mesure, du mobilier de bureau et une offre événementielle. L'entreprise est fondée en 2014 par Clément Alteresco et est devenue filiale de Nexity en 2019. Son siège social est situé à Paris.

## Histoire
Filiale de Bureaux à partager, Morning répond à la demande croissante d'espaces de travail en location flexible et à l’évolution des modes d’organisation du travail. L'ensemble des services est, dès le départ, intégré à l'entreprise afin de conserver les marges : fournitures de bureaux, travaux, aménagements, mobilier, design ou événementiel.
À ses débuts, Morning Coworking s'est développé via un nouveau modèle d’exploitation : l’entreprise aménage des espaces temporaires au sein d’immeubles en cours de restructuration ou en attente de permis de construire (notamment au 39 avenue Trudaine ou aux 52e et 53e étages de la Tour Montparnasse). Ce modèle permet de réduire la vacance au sein d’immeubles de bureau et d'obtenir des loyers faibles. La démarche s’inscrit dans une volonté d’optimisation des ressources immobilières existantes. L’entreprise a, en parallèle, ouvert d'autres espaces de coworking non temporaires à Paris.
Début 2019, le groupe français Nexity annonce une prise de participation majoritaire dans la société.
Entre 2012 et 2020, l’entreprise intègre de plus en plus d'activités différentes : l’évènementiel d’entreprise, l’aménagement clé en main de bureaux et la création de mobilier de bureau fabriqué en France, éco-responsable. En 2020, le nom de la marque est changé et « Morning Coworking » devient « Morning ». En 2022, l'entreprise obtient la certification B Corp.

## Activités

### Création d'espaces de travail
Depuis sa création, l’entreprise a ouvert plus de soixante espaces de travail à Paris et en proche banlieue allant de 1 000 à 10 000 m2, à destination des entreprises souhaitant des postes en coworking, des bureaux privés, des plateaux indépendants ou des immeubles entiers. Début 2025, la marque compte 50 sites.
En 2020, l'entreprise a signé avec l'Hôtel de la Marine, place de la Concorde,. En janvier 2023, c'est Morning Pont de Neuilly, le deuxième plus grand, qui ouvre ses portes. Début 2024, Morning inaugure Morning Trévise au sein de l'hôtel Bony,.
En complément du coworking traditionnel, Morning propose une offre de télétravail et une offre évènementielle au sein de ses espaces à destination des entreprises.

### Aménagement de bureaux sur mesure
Morning a lancé une offre d’aménagement de bureaux sur mesure. L’entreprise aménage des espaces de travail pour différentes entreprises, qu’elles soient dans leurs locaux ou non. Les travaux sont conduits par une équipe en interne composée de chefs de chantiers, d’architectes d’intérieur et d’ébénistes qui se charge du conseil, du design et de la réalisation. En parallèle, l’entreprise trouve et aménage des bureaux indépendants pour les entreprises externes, mêlant aménagement mais aussi coworking.

## Identités visuelles

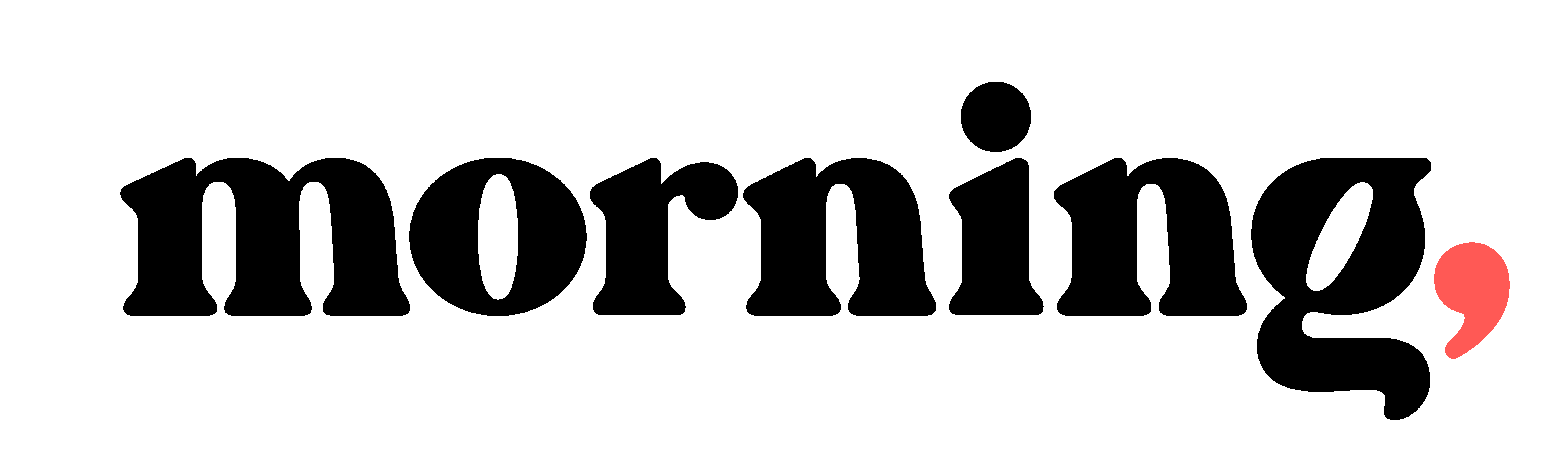
Logo Morning